# Кизилкайин (Алакольський район)
Кизилкайи́н (каз. Қызылқайың) — село у складі Алакольського району Жетисуської області Казахстану. Входить до складу Кольбайського сільського округу.
До 1992 року село мало назву Саратовка.
Населення — 1118 осіб (2021; 1207 у 2009, 2051 у 1999, 1942 у 1989).